# Международный аэропорт имени Камильо Даса
Международный аэропорт имени Камильо Даса (исп. Aeropuerto Internacional Camilo Daza), (ИАТА: CUC, ИКАО: SKCC) — коммерческий аэропорт, расположенный в городе Кукута (департамент Северный Сантандер, Колумбия), обслуживает авиационные перевозки города и других населённых пунктов департамента.
Терминал аэропорта расположен в пяти километрах от центра Кукуты, в 15 минутах езды от автомагистрали «Пан-Американ».
Международный аэропорт имени Камильо Даса занимает 11-е место среди всех коммерческих аэропортов Колумбии по объёму пассажирских перевозок. Трафик порта растёт из года в год, поэтому не прекращаются работы по укрупнению и модернизации его инфраструктуры в целях удовлетворения спроса на обслуживание внутренних и международных авиамаршрутов.

## История
Международный аэропорт имени Камильо Даса был открыт 10 октября 1971 года тогдашним президентом страны Мисаэлем Пастраной Борреро и министром общественных работ Колумбии Аргерино Дюраном Кинтеро. По предложению президента общества общественного развития Хуана Агустина Рамиреса Кальдерона аэропорт получил своё официальное название в честь одного из пионеров авиации Колумбии и основателя Военно-воздушных сил страны Камила Даса.
В 2005 году Управление гражданской авиации Колумбии объявило о начале работ по реконструкции аэропорта, после завершения которых порт порт превратился в одну из самых современных коммерческих воздушных гаваней страны, а также получил возможность принимать и отправлять самолёты в ночное время суток.
В марте 2008 года аэропорт принимал множество чартерных рейсов из Мадрида, Майами, Сан-Хосе, Кито и Каракаса, которыми летели участники и гости проходившего в Кукуте фестиваля «Мир без границ».

## Статистика

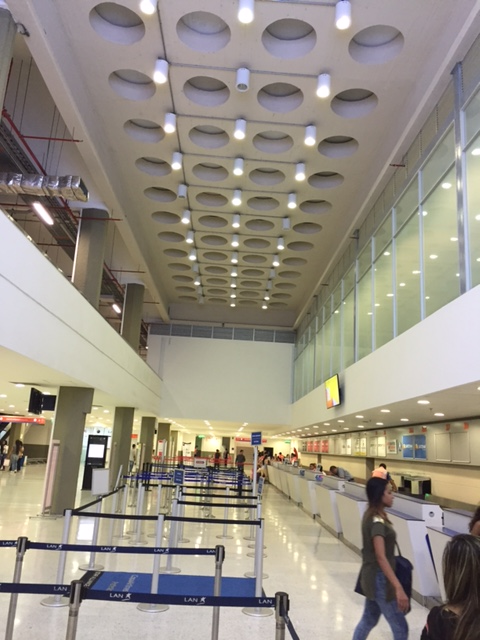
Зал пассажирского терминала аэропорта

|               | 2011    | 2010    | 2009    | 2008    | 2007    | 2006    | 2005    | 2004    | 2003    | 2002    | 2001    | 2000    |
| ------------- | ------- | ------- | ------- | ------- | ------- | ------- | ------- | ------- | ------- | ------- | ------- | ------- |
| Пассажиров    | 954 065 | 897 931 | 843 543 | 803 589 | 765 831 | 734 871 | 678 040 | 665 892 | 598 306 | 550 841 | 516 098 | 467 590 |
| Грузов (тонн) | 27 589  | 22 563  | 19 650  | 19 059  | 18 425  | 17 998  | 17 549  | 17 052  | 16 895  | 16 384  | 15 983  | 15 567  |

## Авиапроисшествия
- 17 марта 1988 года. Самолёт Boeing 727 (регистрационный HK-1716) авиакомпании Avianca, выполнявший регулярный рейс 410 Кукута — Картахена, вскоре после взлёта из аэропорты Кукуты в дымку и туман потерпел крушение, задев гору на высоте 6200 футов над уровнем моря. Погибли все 143 человека, находившиеся на борту лайнера. Главной причиной катастрофы стало использование визуальной ориентировки вместо инструментальной в полёте в условиях очень плохой видимости. Также, в кабине экипажа присутствовал посторонний пилот, отвлекавший экипаж разговорами[1][2].